# 25178 Shreebose
25178 Shreebose è un asteroide della fascia principale. Scoperto nel 1998, presenta un'orbita caratterizzata da un semiasse maggiore pari a 2,3887216 au e da un'eccentricità di 0,1904785, inclinata di 3,59581° rispetto all'eclittica.
L'asteroide è dedicato alla studentessa statunitense Shree Bose.